# Astrodendrum sagaminum
Astrodendrum sagaminum är en ormstjärneart som först beskrevs av Döderlein 1902.  Astrodendrum sagaminum ingår i släktet Astrodendrum och familjen medusahuvuden. Inga underarter finns listade i Catalogue of Life.